# Длха на Кисуци
Длха на Кисуци (слч. Dlhá nad Kysucou) насељено је мјесто са административним статусом сеоске општине (слч. obec) у округу Чадца, у Жилинском крају, Словачка Република.

## Становништво
| Година:    | 1994. | 2004.   | 2014.    | 2024.   |
| ---------- | ----- | ------- | -------- | ------- |
| Број људи: | 480   | 503     | 633      | 619     |
| Разлика:   |       | +4,79 % | +25,84 % | -2,21 % |

| Година:    | 2023. | 2024.   |
| ---------- | ----- | ------- |
| Број људи: | 620   | 619     |
| Разлика:   |       | -0,16 % |

Према подацима о броју становника из 2024. године насеље је имало 619 становника.